# Садовая (Калининский район)
Садовая — деревня в Калининском районе Тверской области. Входит в состав Тургиновского сельского поселения.

## География
Находится в юго-восточной части Тверской области на расстоянии приблизительно 32 км на юг по прямой от города Тверь между деревнями Красная Горка и Мелечкино.

## История
На карте 1982 года еще не была отмечена как отдельный населенный пункт.

## Население
Численность населения: 90 человек (русские 96 %) в 2002 году, 45 в 2010.